# Colletes
El género Colletes es un numeroso grupo de abejas que anidan en el suelo de la familia Colletidae.
Tienden a ser solitarias, pero algunas agrupan sus nidos en proximidad a otros, a veces en grandes cantidades. Forran el interior de sus nidos con una secreción semejante al celofán (un verdadero poliéster) y por esto su nombre común en inglés suele ser cellophane bees o plasterer bees. Otros miembros de la familia reciben el mismo nombre.
Son del tamaño de una abeja doméstica, también de tamaño y aspecto similar a muchas abejas de la familia Andrenidae. El rostro tiene forma de corazón, la lengua es corta, gruesa y bifurcada en la punta. Los ojos están ubicados en ángulo en vez de ser paralelos. Carecen de placa en el pigidio y penachos de setas.
Se cuentan 469 especies descritas (2012) y se calcula que debe haber hasta 700. Están distribuidas por todo el mundo, excepto Antártida, Australia, Madagascar y el sureste de Asia, La mayoría en el hemisferio norte. Hay alrededor de 60 especies en Europa y aproximadamente 100 en América del Norte al norte de México.

## Especies

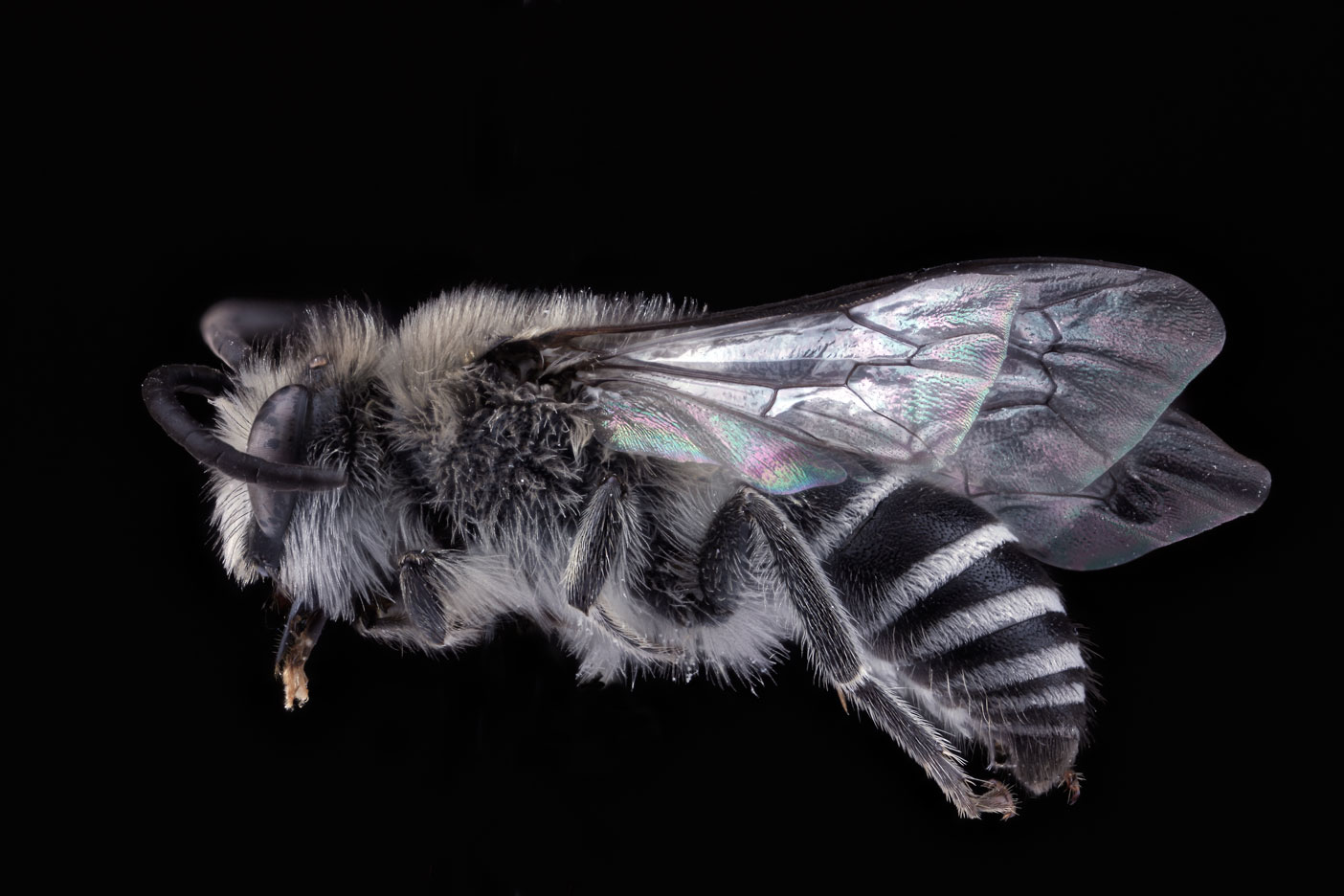
Colletes abeillei
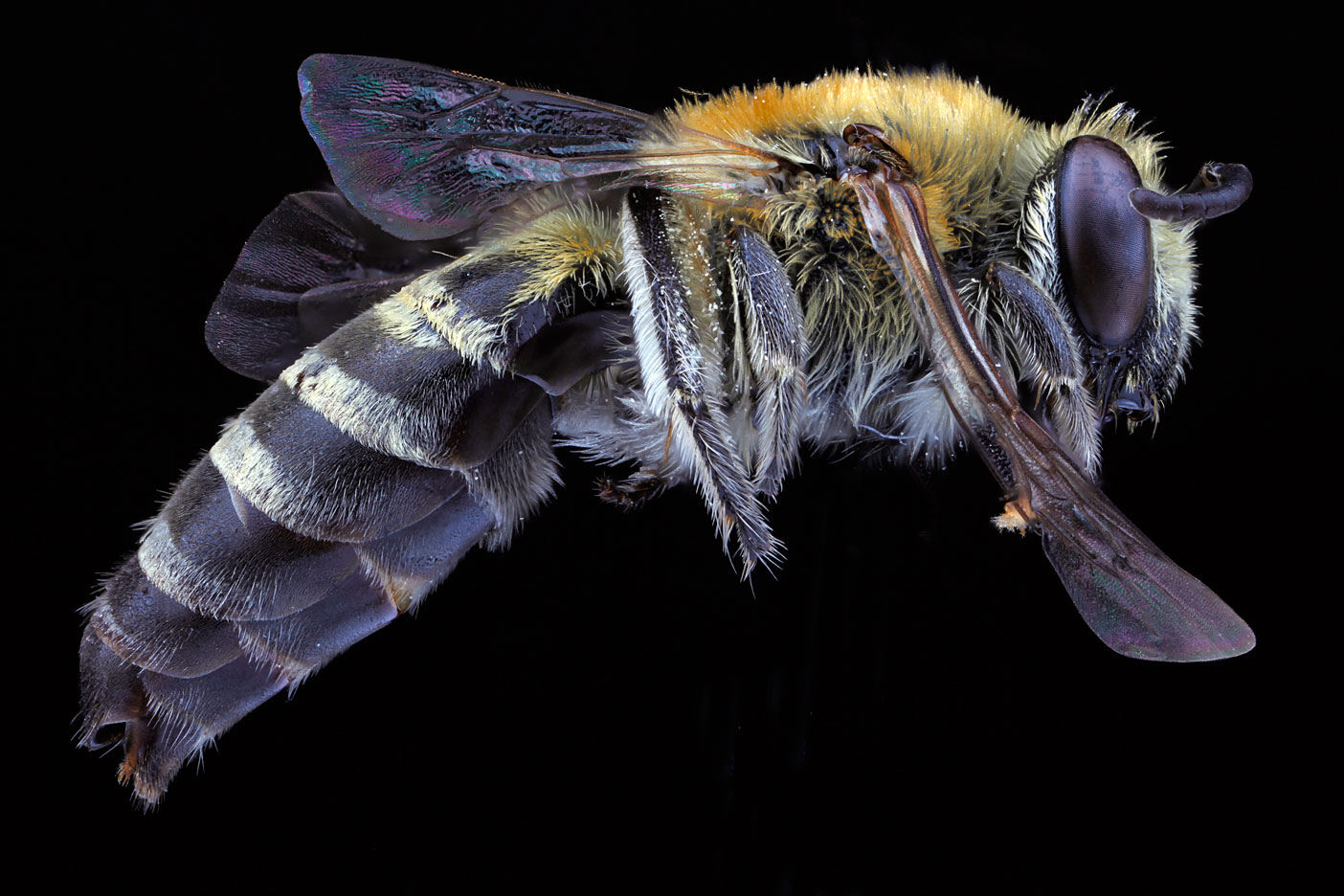
Colletes aberrans
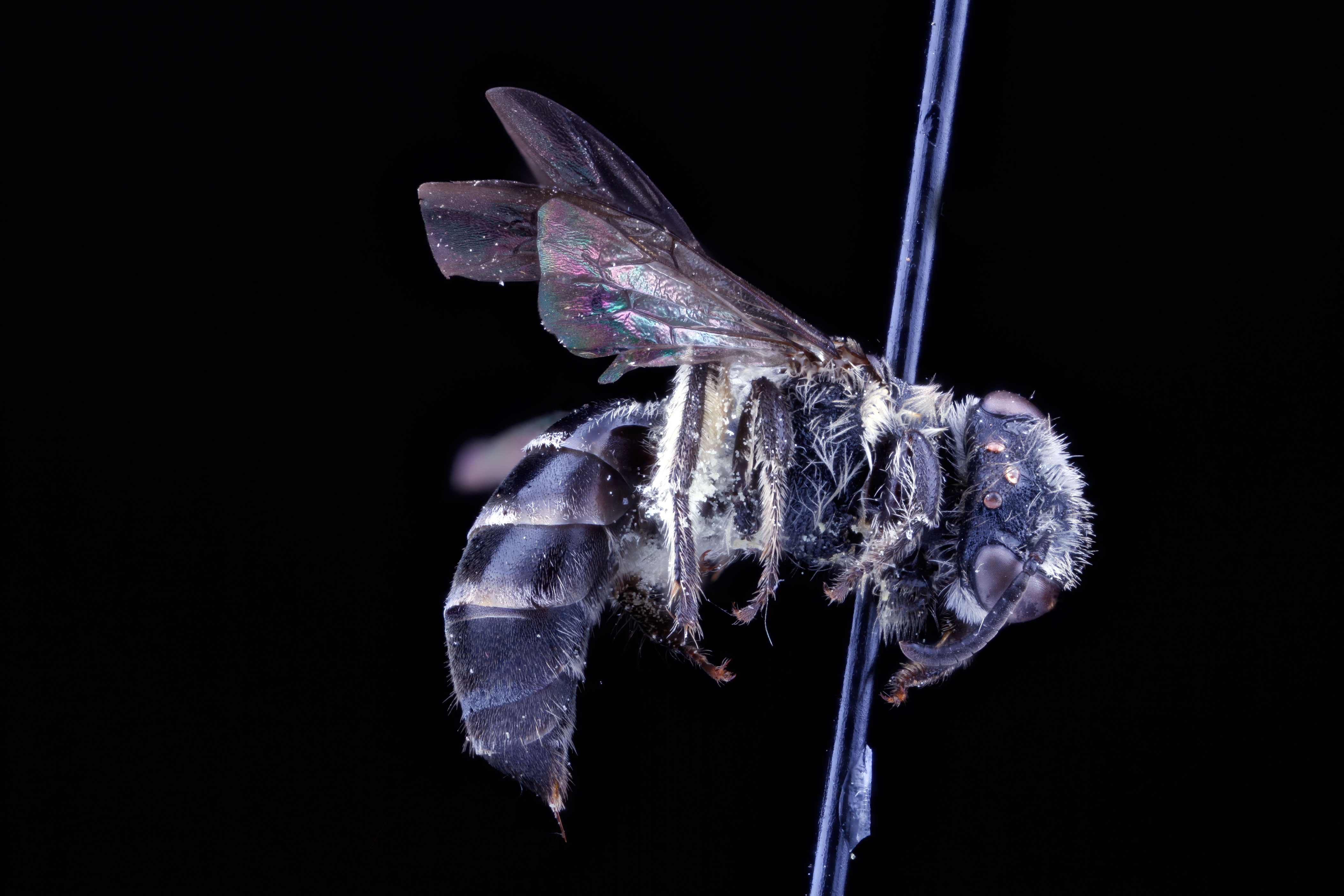
Colletes abessinicus
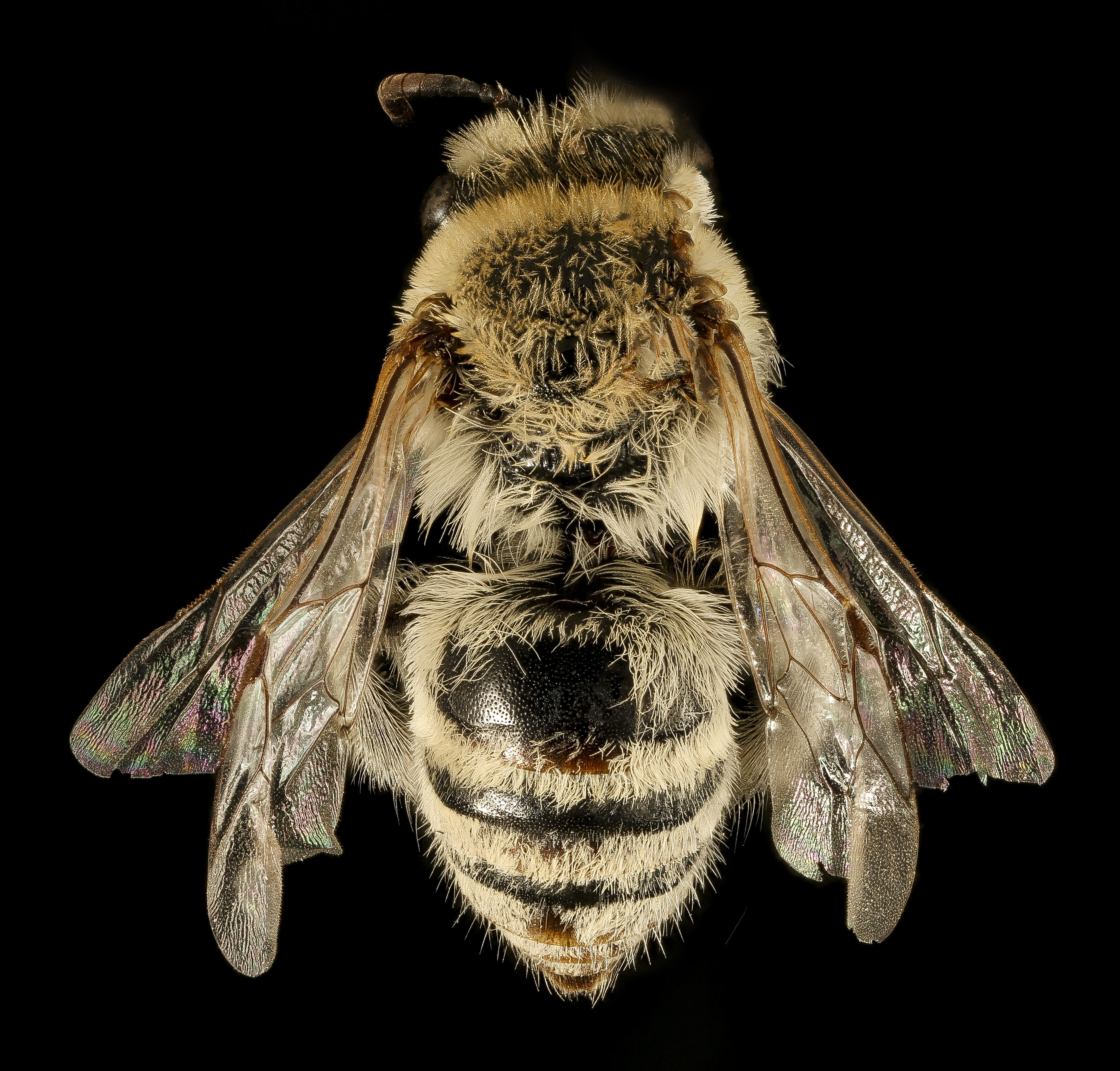
Colletes abnormis
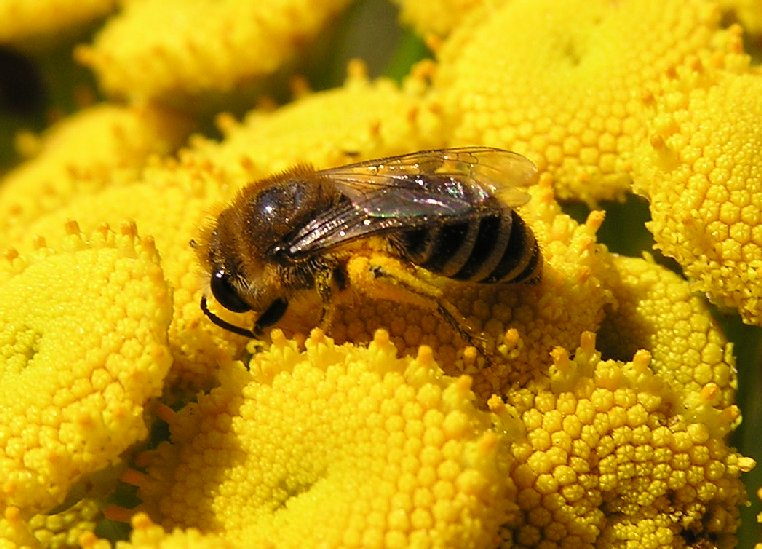
Colletes daviesanus en Tanacetum vulgare
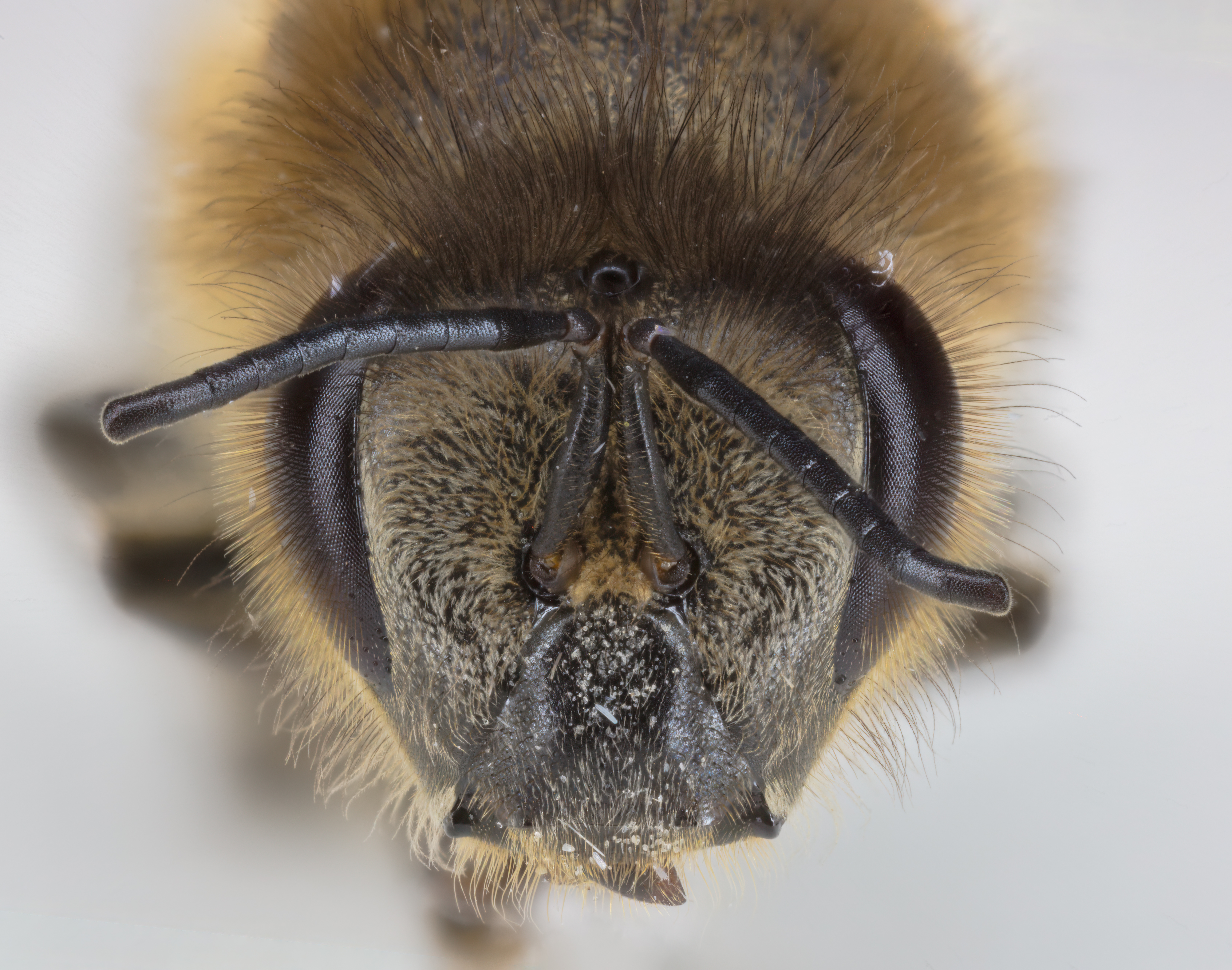
Detalle de la cabeza de un Colletes daviesanus.
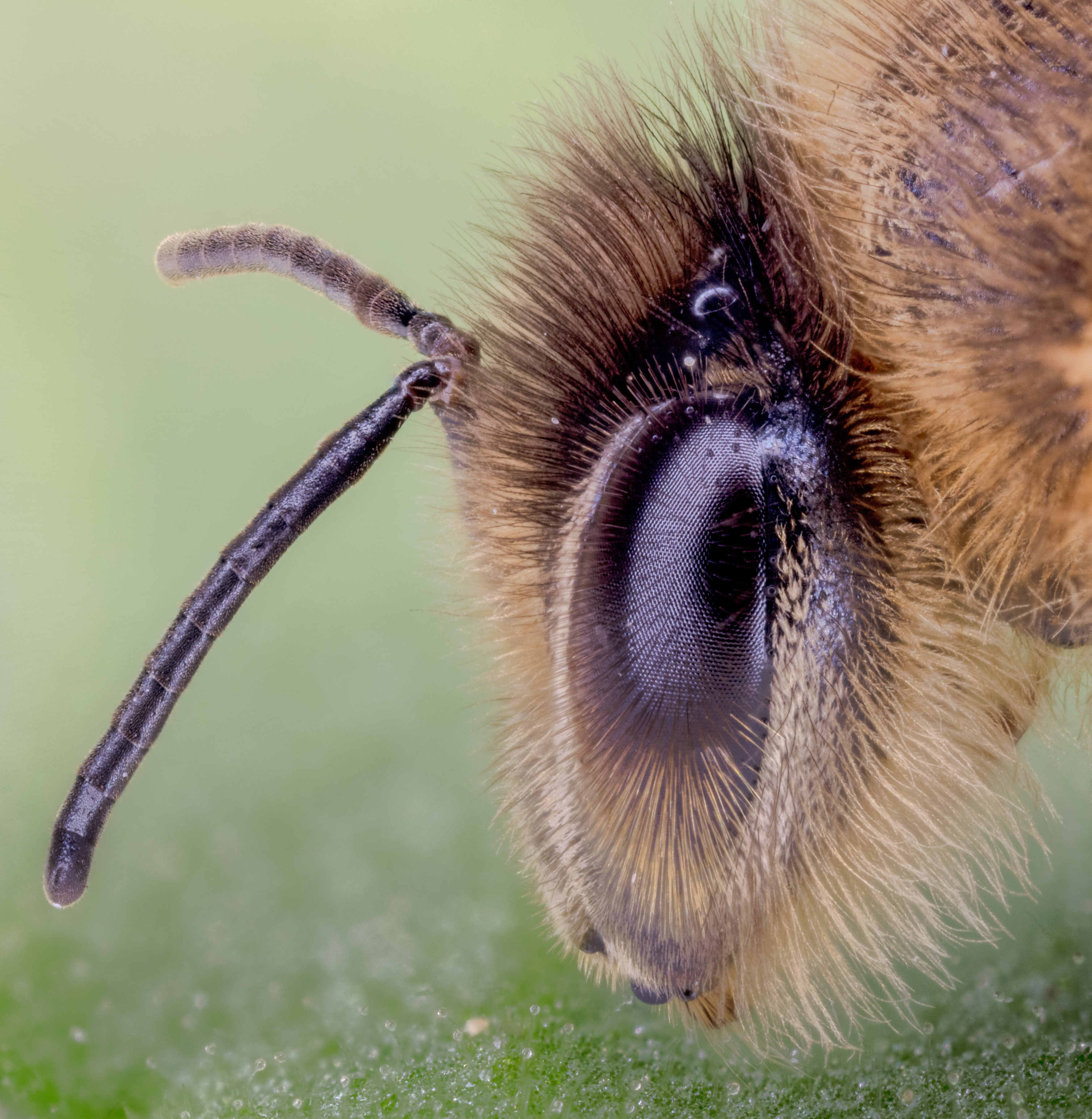
Vista lateral y detalle del ojo.

- Colletes acutiformis
- Colletes acutus
- Colletes aestivalis
- Colletes aethiops
- Colletes albescens
- Colletes albicinctus
- Colletes albohirtus
- Colletes albomaculatus
- Colletes alfkeni
- Colletes alfredjohni
- Colletes algarobiae
- Colletes alicularis
- Colletes alini
- Colletes alocochila
- Colletes americanus
- Colletes anceps
- Colletes anchusae
- Colletes andrewsi
- Colletes angelicus
- Colletes ankarae
- Colletes annae
- Colletes annapurnensis
- Colletes annejohnae
- Colletes annulicornis
- Colletes antecessus
- Colletes antiguensis
- Colletes arabicus
- Colletes araucariae
- Colletes arenarius
- Colletes aridus
- Colletes arizonensis
- Colletes armeniacus
- Colletes arsenjevi
- Colletes arztbergi
- Colletes asiaticus
- Colletes askhabadensis
- Colletes atacamensis
- Colletes atlassus
- Colletes atripes
- Colletes aureocinctus
- Colletes azteka
- Colletes azureus
- Colletes babai
- Colletes banksi
- Colletes beamerorum
- Colletes bernadettae
- Colletes bhutanicus
- Colletes bicolor
- Colletes bidentulus
- Colletes birkmanni
- Colletes bischoffi
- Colletes biskrensis
- Colletes bokkeveldi
- Colletes bombiformis
- Colletes bradleyi
- Colletes brethesi
- Colletes brevicornis
- Colletes brevigena
- Colletes brevinodis
- Colletes brimleyi
- Colletes brumalis
- Colletes bruneri
- Colletes brunneitarsis
- Colletes bryanti
- Colletes bulbotibialis
- Colletes bumeliae
- Colletes bytinskii
- Colletes californicus
- Colletes canescens
- Colletes capensis
- Colletes capitatus
- Colletes cardiurus
- Colletes carinatus
- Colletes cariniger
- Colletes caskanus
- Colletes caspicus
- Colletes cercidii
- Colletes chalybaeus
- Colletes chamaesarachae
- Colletes chengtehensis
- Colletes ciliatoides
- Colletes ciliatus
- Colletes cinctellus
- Colletes cinerascens
- Colletes claripes
- Colletes clarus
- Colletes clematidis
- Colletes clypearis
- Colletes clypeatus
- Colletes clypeonitens
- Colletes cognatus
- Colletes collaris
- Colletes comatus
- Colletes comberi
- Colletes compactus
- Colletes conradti
- Colletes consors
- Colletes constrictus
- Colletes coriandri
- Colletes costaricensis
- Colletes covilleae
- Colletes cretaceus
- Colletes creticus
- Colletes cunicularius
- Colletes cyanescens
- Colletes cyaneus
- Colletes cyanonitidus
- Colletes cyprius
- Colletes daleae
- Colletes daourus
- Colletes daviesanus
- Colletes delicatus
- Colletes delodontus
- Colletes dentiventris
- Colletes denudatus
- Colletes deserticola
- Colletes desertorum
- Colletes dilatatus
- Colletes dimidiatus
- Colletes dinizi
- Colletes diodontus
- Colletes distinctus
- Colletes dorni
- Colletes dorsalis
- Colletes dubitatus
- Colletes dudgeonii
- Colletes durbanensis
- Colletes dusmeti
- Colletes eardleyi
- Colletes eatoni
- Colletes ebmeri
- Colletes edentulus
- Colletes elegans
- Colletes emaceatus
- Colletes eous
- Colletes esakii
- Colletes escalerai
- Colletes eulophi
- Colletes eupogonites
- Colletes everaertae
- Colletes extensicornis
- Colletes fasciatus
- Colletes fascicularis
- Colletes faurei
- Colletes flaminii
- Colletes flavicornis
- Colletes floralis
- Colletes fodiens
- Colletes formosus
- Colletes foveolaris
- Colletes fraterculus
- Colletes friesei
- Colletes frontalis
- Colletes fulgidus
- Colletes fulvicornis
- Colletes fulvipes
- Colletes furfuraceus
- Colletes fuscicornis
- Colletes fusconotus
- Colletes gallicus
- Colletes gandhi
- Colletes genalis
- Colletes gessi
- Colletes gigas
- Colletes gilensis
- Colletes gilvus
- Colletes glaber
- Colletes glycyrrhizae
- Colletes gorillarum
- Colletes graeffei
- Colletes granpiedrensis
- Colletes grisellus
- Colletes griseus
- Colletes guadalajarensis
- Colletes guichardi
- Colletes gussakowskii
- Colletes gypsicolens
- Colletes hakkari
- Colletes halophilus
- Colletes harreri
- Colletes haubrugei
- Colletes hederae
- Colletes hedini
- Colletes hethiticus
- Colletes hicaco
- Colletes hiekejuniori
- Colletes hiekeseniori
- Colletes himalayensis
- Colletes hirtibasis
- Colletes howardi
- Colletes hyalinus
- Colletes hylaeiformis
- Colletes idoneus
- Colletes impunctatus
- Colletes inaequalis
- Colletes inconspicuus
- Colletes indicus
- Colletes inexpectatus
- Colletes infracognitus
- Colletes inornatus
- Colletes integer
- Colletes intermixtus
- Colletes intricatus
- Colletes inuncantipedis
- Colletes iranicus
- Colletes issykkuli
- Colletes isthmicus
- Colletes jankowskyi
- Colletes jejunus
- Colletes joergenseni
- Colletes judaicus
- Colletes kansensis
- Colletes karooensis
- Colletes kaszabi
- Colletes katharinae
- Colletes kerri
- Colletes kincaidii
- Colletes knersvlaktei
- Colletes kozlovi
- Colletes kudonis
- Colletes lacunatus
- Colletes laevifrons
- Colletes laevigena
- Colletes langeanus
- Colletes larreae
- Colletes latefasciatus
- Colletes laticaudus
- Colletes laticeps
- Colletes laticinctus
- Colletes latipes
- Colletes latitarsis
- Colletes lebedewi
- Colletes ligatus
- Colletes lineatus
- Colletes linsleyi
- Colletes longiceps
- Colletes longifacies
- Colletes louisae
- Colletes lucasi
- Colletes lucens
- Colletes lutzi
- Colletes luzhouensis
- Colletes lycii
- Colletes macconnelli
- Colletes mackieae
- Colletes maidli
- Colletes malleatus
- Colletes malmus
- Colletes mandibularis
- Colletes marginatus
- Colletes marleyi
- Colletes maroccanus
- Colletes mastochila
- Colletes merceti
- Colletes meridionalis
- Colletes metzi
- Colletes mexicanus
- Colletes meyeri
- Colletes michaelis
- Colletes micheneri
- Colletes michenerianus
- Colletes microdontoides
- Colletes microdontus
- Colletes mimincus
- Colletes minutissimus
- Colletes minutus
- Colletes missionum
- Colletes mitchelli
- Colletes mixtus
- Colletes mlokossewiczi
- Colletes moctezumensis
- Colletes montacuti
- Colletes montefragus
- Colletes morawitzi
- Colletes moricei
- Colletes motaguensis
- Colletes mourei
- Colletes murinus
- Colletes musculus
- Colletes nanaeformis
- Colletes nanellus
- Colletes nanus
- Colletes nasutus
- Colletes nautlanus
- Colletes neoqueenensis
- Colletes nieuwoudtvillei
- Colletes niger
- Colletes nigricans
- Colletes nigrifrons
- Colletes nigritulus
- Colletes nitescens
- Colletes nitidicollis
- Colletes niveatus
- Colletes noskiewiczi
- Colletes nudus
- Colletes obscurus
- Colletes ochraceus
- Colletes omanus
- Colletes opacicollis
- Colletes opacus
- Colletes ornatus
- Colletes ottomanus
- Colletes pallescens
- Colletes pallipes
- Colletes panamensis
- Colletes paniscus
- Colletes parafodiens
- Colletes paratibeticus
- Colletes patagonicus
- Colletes patellatus
- Colletes pauljohni
- Colletes penulatus
- Colletes perezi
- Colletes perforator
- Colletes perileucus
- Colletes perplexus
- Colletes persicus
- Colletes peruvicus
- Colletes petalostemonis
- Colletes petropolitanus
- Colletes phaceliae
- Colletes phenax
- Colletes pinnatus
- Colletes platycnema
- Colletes plebeius
- Colletes plumulosus
- Colletes pollinarius
- Colletes popovi
- Colletes productus
- Colletes prosopidis
- Colletes pseudocinerascens
- Colletes pseudojejunus
- Colletes pseudolaevigena
- Colletes pulchellus
- Colletes pumilus
- Colletes punctatus
- Colletes punctipennis
- Colletes quadrigenis
- Colletes radoszkowskii
- Colletes ravulus
- Colletes recurvatus
- Colletes reginae
- Colletes reinigi
- Colletes restingensis
- Colletes reticulatus
- Colletes rhodaspis
- Colletes robertsonii
- Colletes roborovskyi
- Colletes rohweri
- Colletes rothschildi
- Colletes rozeni
- Colletes rubellus
- Colletes rubicola
- Colletes rubripes
- Colletes rubrovittatus
- Colletes rudis
- Colletes ruficollis
- Colletes rufipes
- Colletes rufitarsis
- Colletes rufocinctus
- Colletes rufosignatus
- Colletes rufotibialis
- Colletes rugicollis
- Colletes rutilans
- Colletes salicicola
- Colletes salsolae
- Colletes sanctus
- Colletes saritensis
- Colletes schmidi
- Colletes schrottkyi
- Colletes schultzei
- Colletes schwarzi
- Colletes scopiventer
- Colletes seitzi
- Colletes sellatus
- Colletes seminitens
- Colletes seminitidus
- Colletes senilis
- Colletes sichuanensis
- Colletes sidemii
- Colletes sierrensis
- Colletes similis
- Colletes simulans
- Colletes simus
- Colletes skinneri
- Colletes skorikowi
- Colletes slevini
- Colletes sodalis
- Colletes solidaginis
- Colletes solitarius
- Colletes somereni
- Colletes sordescens
- Colletes sororcula
- Colletes speculiferus
- Colletes sphaeralceae
- Colletes spilopterus
- Colletes squamosus
- Colletes squamulosus
- Colletes stachi
- Colletes standfussi
- Colletes steinbachi
- Colletes stellatus
- Colletes stepheni
- Colletes striginasis
- Colletes subdilatatus
- Colletes submarginatus
- Colletes subnitens
- Colletes succinctus
- Colletes sulcatus
- Colletes susannae
- Colletes swenki
- Colletes tadschikus
- Colletes taiwanensis
- Colletes tardus
- Colletes tectiventris
- Colletes testaceipes
- Colletes texanus
- Colletes thoracicus
- Colletes thysanellae
- Colletes tibeticus
- Colletes timberlakei
- Colletes tinctulus
- Colletes tingoensis
- Colletes titusensis
- Colletes tomentosus
- Colletes transitorius
- Colletes trigonatus
- Colletes tuberculatus
- Colletes tuberculiger
- Colletes tulbaghensis
- Colletes turgiventris
- Colletes ulrikae
- Colletes uralensis
- Colletes utilis
- Colletes vachali
- Colletes wacki
- Colletes wahisi
- Colletes wahrmani
- Colletes validus
- Colletes vandykei
- Colletes warnckei
- Colletes watmoughi
- Colletes weiski
- Colletes westghats
- Colletes wickhami
- Colletes willistoni
- Colletes wilmattae
- Colletes virgatus
- Colletes wolfi
- Colletes wollmanni
- Colletes volsellatus
- Colletes wootoni
- Colletes xerophilus
- Colletes xuechengensis
- Colletes yemensis
- Colletes zuluensis
- Colletes zygophyllum

- Colletes compactus
- Colletes speculiferus
- Colletes thysanellae'
- Colletes phaceliae
- Colletes daviesanus en Tanacetum vulgare
- Detalle de la cabeza de un Colletes daviesanus.
- Vista lateral y detalle del ojo.

### Información adicional
- Kuhlmann, M. (1999). Colletes wolfi spec. nova from Italy, and lectotype designation for palaearctic bees of the genus Colletes Latr., with notes on new homonymies and synonymies (Hymenoptera: Apidae: Colletinae). Linzer biologische Beiträge 31(1), 71-81.